# Halsou
Halsou é uma comuna francesa na região administrativa da Nova Aquitânia, no departamento dos Pirenéus Atlânticos. Estende-se por uma área de 5,09 km². Em 2010 a comuna tinha 617 habitantes (densidade: 121,2 hab./km²).